# Diablovina
Diablovina patří k výrazným věžím v hřebeni Bášt ve Vysokých Tatrách. Spolu se sousedními věžemi přispívá k divoké rozeklaností nejvyšší části hřebene. Převážně pekelné názvosloví tohoto úseku se váže k pověsti. Maďarský název Ördög-torony i německý Teufelsturm znamená doslova „Čertova věž“, ta však leží v masivu Kotlového štítu.

## Topografie
Popisovanou skupinu věží odděluje Diablovo sedlo od Zadní Bašty, Satanovo sedlo od Satana. Od severovýchodu je první Zlatinská veža, dále Zlatinská štrbina, Diablovina, Pekelníkova štrbina, Pekelník, Čertova štrbina a Čertov hrb.

## Několik horolezeckých výstupů
- 1907 – první výstup z Diablova sedla přes Zlatinskou věž G. O. Dyhrenfurth a H. Rumpelův, II. Pokračovali na Pekelník, Čertův hrb a dolů do Satanova sedla, I.
- 1914 – první zimní výstup A. Grósz a Z. Neupauer, cestou prvního výstupu.
- 1935 – prvovýstup na Zlatinskou věž „Motykova cesta“ A. a M. Bacsányiové, Z. Brull, W. Dobrucký, S. Motyka a K. Mrózek, IV.
- 1977 – prvovýstup středem východní stěny Diabloviny A. Bieluń a J. Tillak, pevná deskovitá skála, V +.

## Pověst
Mladý horník Stacho z Mengusovců našel zlato v oblasti Hincova plesa a přestože ho satan sídlící v nejvyšším štítě třikrát varoval, nepřestával kutat. Země se zatřásla, z blízkého štítu spadly dvě skalní laviny, zahubily ho a vyvalily se až do protisvahu. Zlato se ukrylo v Zlatinské veži a podle satanových služebníků byly pojmenovány sousední věže - Diablovina, Pekelník, Čertov hrb.

## Galerie

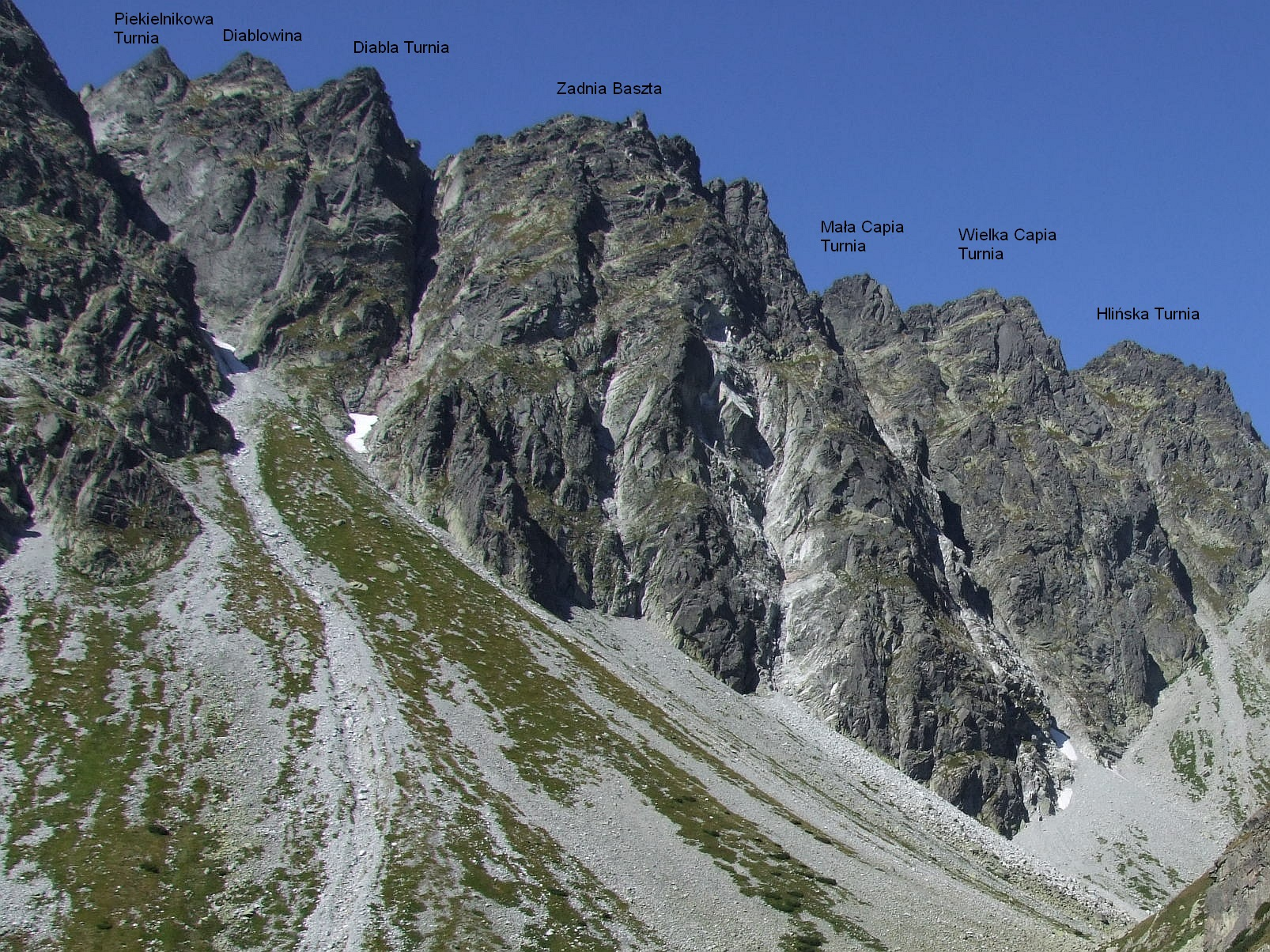
Zleva Pekelník, Diablovina a Zlatinská veža (Diabla Turnia), Zadná Bašta atd., polské popisy
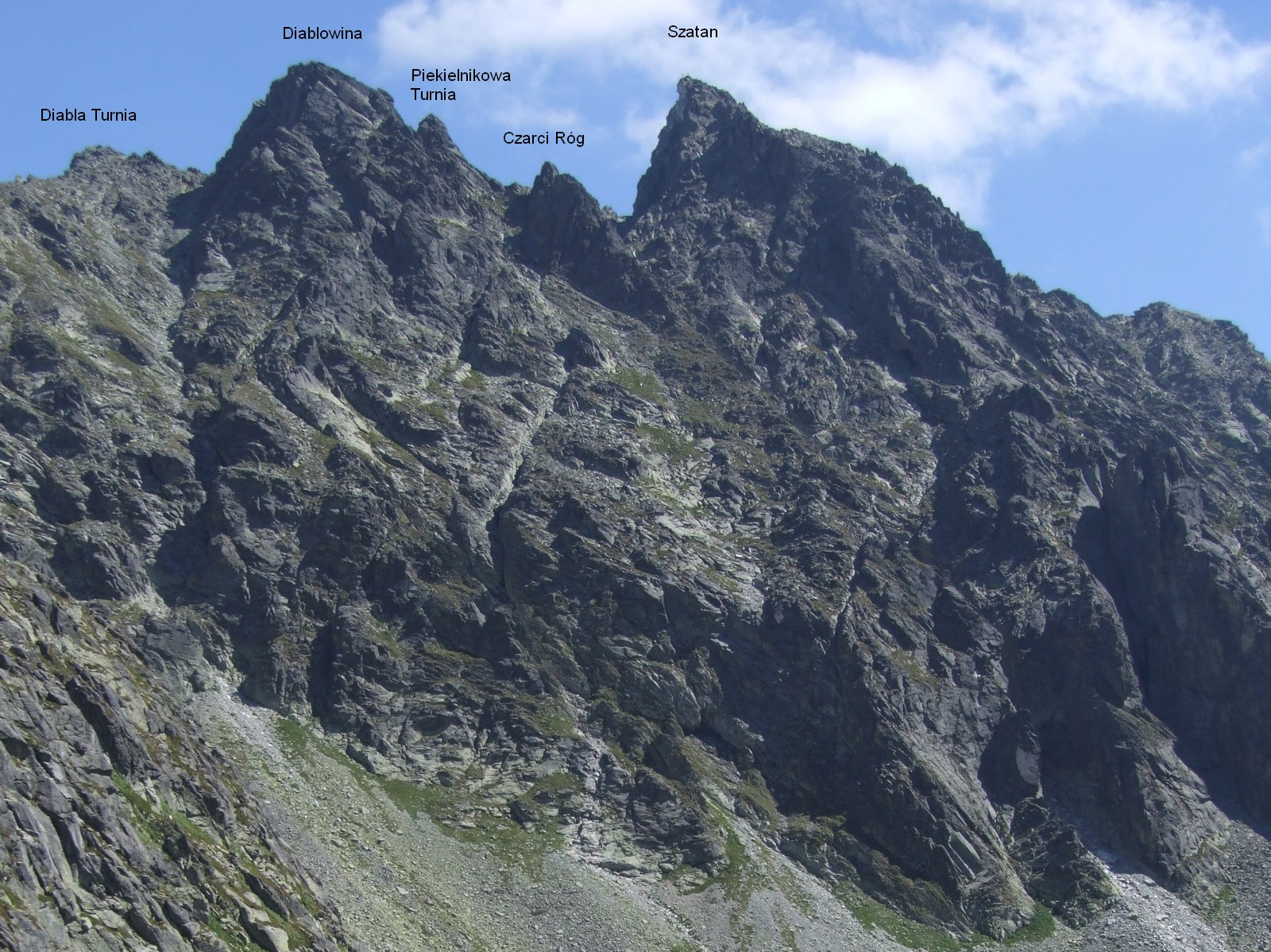
Oblast Diablovina – Satan, polské popisy (Czarci Róg = Čertov hrb).